# Noir (Anime)
Noir (jap. ノワール, Nowāru) ist eine Anime-Fernsehserie, die auf dem Drehbuch von Ryoei Tsukimura basiert und vom Studio Bee Train mit Kōichi Mashimo als Regisseur umgesetzt wurde. Laut Mashimo gehört die Serie zusammen mit Madlax (2004) und El Cazador (2007) zu einer Trilogie im Girls-with-Guns-Genre.

## Handlung
Mireille Bouquet (ミレイユ・ブーケ) wurde auf Korsika geboren und ist eine professionelle Auftragskillerin aus Paris. Eines Tages erhält sie eine mysteriöse E-Mail von der japanischen Schülerin Kirika Yūmura (夕叢 霧香, Yūmura Kirika). Sie fordert Mireille auf, mit ihr eine Pilgerreise in die Vergangenheit zu unternehmen. Mireille glaubt erst an einen Scherz, doch dann ertönt eine Melodie, die in ihr eine bruchstückhafte Kindheitserinnerung weckt.
Sie reist nach Japan, um Kirika zu treffen. Auf einer verlassenen Baustelle stellt sie Kirika zur Rede. Diese holt eine alte Taschenuhr hervor, welche wieder die Melodie abspielt. Es scheint, dass das Mädchen etwas mit Mireilles Vergangenheit, der Ermordung ihrer Eltern und ihres Bruders, zu tun haben muss. Damals hatte Mireille diese Melodie zum letzten Mal gehört. Als sie erneut fragt, wer sie sei, antwortet Kirika „Noir“! Bevor Mireille mehr erfahren kann, läuft Kirika in ein halbfertiges Gebäude.
Kurz darauf taucht eine Gruppe Männer auf und versucht, die beiden zu töten. Während Kirika zu fliehen scheint, stellt sich Mireille dem Kampf. Als sie überwältigt wird, taucht auf einmal Kirika auf und tötet die Angreifer mit eiskalter Präzision. Als der Kampf zu Ende ist, bricht sie in Tränen aus. Sie versteht nicht, warum es ihr so leicht fällt, Menschen umzubringen, ohne darüber traurig zu sein.
Zurück in Kirikas Haus erzählt sie Mireille ihre Geschichte: sie erwachte in diesem Haus ohne Erinnerungen an ihre Kindheit. Ihren Namen kennt sie nur von ihrem Schülerausweis, den sie neben der alten Taschenuhr, einem Foto mit ihr und ihren Eltern, und einer Pistole fand. Sie weiß nur, dass sie Noir ist. Kirika bittet Mireille, ihr bei der Suche nach ihrer Vergangenheit zu helfen.
Mireille erklärt ihr, dass sie Nachforschungen angestellt hat. Kirikas angebliche Eltern haben nie existiert und alle offiziellen Dokumente sind Fälschungen. Einer Zusammenarbeit steht sie zunächst ablehnend gegenüber, da sie als Auftragskillerin stets alleine arbeitet. Aber warum weckt die Melodie einer alten Taschenuhr Erinnerungen in ihr? Und was hat Kirika damit zu tun? Warum wollten die Unbekannten sie beide töten?
Sie treffen die Abmachung, gemeinsam das Rätsel ihrer Vergangenheit zu lüften. Danach jedoch wird Mireille Kirika töten, um dann wieder unerkannt ihrer Tätigkeit nachgehen zu können. Unter dem Decknamen Noir arbeiten sie von nun an zusammen und finden schon bald heraus, dass dieser Name eine sehr lange Tradition hat. Eine geheimnisvolle Organisation, Les Soldats, hat ihren Tod befohlen, und sie treffen Chloe (クロエ), die von sich behauptet, die wahre Noir zu sein. 

## Konzeption
Die beiden Hauptcharaktere benutzen als Waffen Pistolen, die auch durch James-Bond-Filme bekannt geworden sind. Mireille benutzt eine Walther P99, wie sie Pierce Brosnan als Bond-Waffe verwendete. Kirika benutzt eine Beretta M1934, die Sean Connery als James Bond eine Ermahnung einbrachte, da diese ihm bei einer Ladehemmung beinahe das Leben kostete. Daraufhin wurde ihm eine Walther PPK angepasst. Die Walther PPK wird in einer speziellen Ausführung von einigen Gegenspielerinnen unter den Les Soldats benutzt.
Das Rätsel um die Vergangenheit der beiden Hauptcharaktere zieht sich wie ein roter Faden durch alle Episoden. Trotz zahlreicher Kampfhandlungen wird immer auf blutige Gewaltdarstellungen verzichtet.

## Entstehung und Veröffentlichungen

### Anime
Produziert wurde die Serie im Jahr 2001 vom Animationsstudio Bee Train. Stilistisch entspricht sie in etwa einem Action-Thriller, enthält aber ebenfalls viele Elemente des Film Noir.
Der Anime lief in Japan erstmals vom 6. April 2001 bis 27. September 2001 auf TV Tokyo, in Deutschland wurde er erstmals vom 5. April 2004 bis 29. Juni 2004 von VIVA ausgestrahlt.

#### Synchronsprecher
Für die Übersetzung und Synchronregie der deutschen Ausgabe war Susanna Sandvoss verantwortlich.
| Rolle                 | Japanischer Sprecher (Seiyū) | Deutscher Sprecher |
| --------------------- | ---------------------------- | ------------------ |
| Kirika Yūmura         | Hōko Kuwashima               | Katrin Filzen      |
| Mireille Bouquet      | Kotono Mitsuishi             | Tolilah Jolas      |
| Chloe                 | Aya Hisakawa                 | Michele Sterr      |
| Altena                | Tarako Isono                 | Kathrin Simon      |
| Dieter Reimann        | Hiroshi Ito                  | Dieter Memel       |
| Jean-Jacques Le Grand | Hikaru Miyata                | Jörg Stuttmann     |
| Mr. Hammond           | Naoya Uchida                 | Jörg Stuttmann     |
| Pierre Cressoy        | Hiroshi Yanaka               | Manfred Trilling   |
| Borne                 | Masako Katsuki               | Martina Duncker    |
| Silvana               | Yumi Tōma                    | Michaela Amler     |
| Konrad Zellner        | Rokuro Naya                  | Thomas Rauscher    |
| Vint                  | Kōichi Nagano                | Torsten Münchow    |

#### Musik
Die Musik in Noir setzt sich hauptsächlich aus einem Mix von Techno, Oper und französisch anmutender Musik zusammen. Die gesamte Musik, mit Ausnahme der Vorspann- und der Abspannmusik, wurde von Yuki Kajiura komponiert. Hitoshi Konno spielte auf der Violine und Yuriko Kaida sang die nicht instrumentalen Stücke.

### Musikveröffentlichungen
Insgesamt wurden drei Soundtracks zum Anime vom Plattenlabel JVC Victor, welches zu Victor Entertainment gehört, veröffentlicht. Die erste CD mit dem Titel Noir Original Soundtrack I erschien am 21. Juni 2001 und wurde von Yuki Kajiura zusammen mit Chiaki Ishikawa erstellt. Die zweite CD, Noir Original Soundtrack II, erschien am 3. Oktober 2001 und wurde in Zusammenarbeit mit vielen Künstlern, wie Akino Arai und Yuki Kajiura als Komponisten und Chiaki Ishikawa (See-Saw), Junko Wakamatsu, Masayoshi Furukawa, Matarū Misawa, Hiroyasu Yaguchi, Hitoshi Konno, Chiaki Ogasawara, Yuri Kasahara und Yuriko Kaida als Künstler, aufgenommen. Darauf folgte am 7. November 2001 „Noir: Blanc Dans Noir“ und enthielt Stücke von Yuki Kajiura, Hōko Kuwashima und Aya Hisakawa.
Seit dem 3. Mai 2005 bzw. dem 4. Oktober 2005 wurden die ersten beiden CDs vom Label Geneon auch in den Vereinigten Staaten angeboten.

## Trivia
Mireille nutzt häufiger Zitate, vor allem von Edgar Allan Poe und Fjodor Michailowitsch Dostojewski. Außerdem nennt der ehemalige KGB-Agent Yuri Nazarov seine Katze Fürst Myschkin, nach Der Idiot von Dostojewski.